# Psychotria amoena
Psychotria amoena är en måreväxtart som beskrevs av Albert Charles Smith. Psychotria amoena ingår i släktet Psychotria och familjen måreväxter. Inga underarter finns listade i Catalogue of Life.